# Patrimoine mondial
Ne doit pas être confondu avec Patrimoine culturel immatériel.

Emblème du patrimoine mondial, dessiné par le graphiste belge Michel Olyff et adopté en 1978 par la Convention du patrimoine mondial : le carré du logo représente le patrimoine bâti créé par l'homme. Il est entouré par un cercle qui symbolise le globe terrestre évoquant le patrimoine naturel.

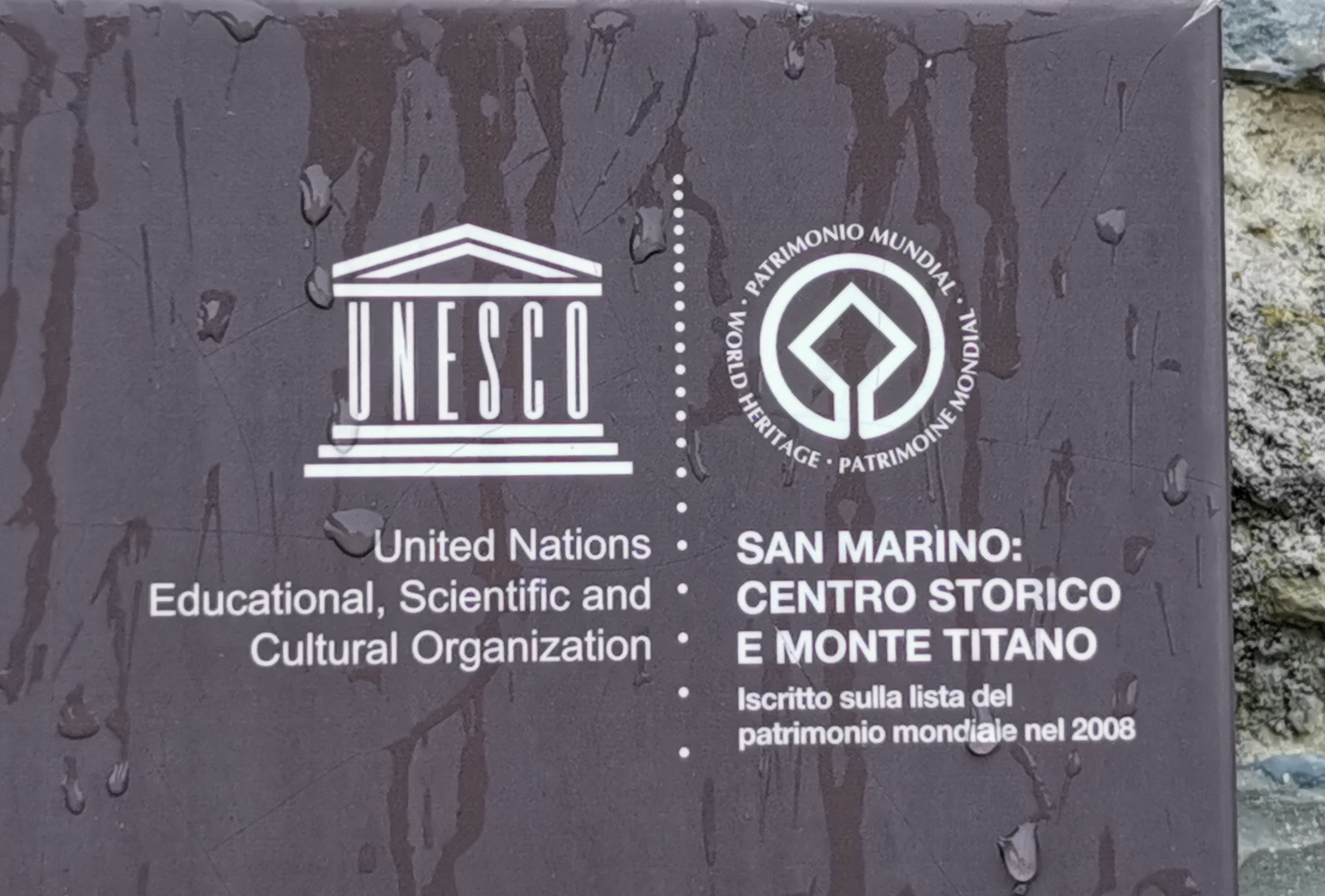
Plaques commémoratives des biens inscrits sur la Liste de l'UNESCO associant le logo de l'Unesco et du patrimoine mondial, dont la mise en place est obligatoire depuis 1994.

Le patrimoine mondial ou patrimoine mondial de l'UNESCO est un ensemble de biens culturels et naturels présentant un intérêt exceptionnel pour l'héritage commun de l'humanité. Ce patrimoine fait l'objet d'un traité international intitulé « Convention pour la protection du patrimoine mondial, culturel et naturel », adopté le 16 novembre 1972 lors de la XVIIe conférence générale de l’Unesco. Depuis 1978, le Comité du patrimoine mondial de l'Organisation des Nations unies pour l'éducation, la science et la culture (UNESCO) est chargé de tenir à jour la liste du patrimoine mondial, c'est lui qui décide de l'inscription ou non des sites proposés par les États parties.
L'objectif de la liste du patrimoine mondial est de cataloguer, nommer, et conserver (grâce au fonds du patrimoine mondial) des biens culturels et/ou naturels d’importance pour l’héritage commun de l’humanité. En 2023, 1 157 biens sont inscrits au patrimoine mondial dont 900 biens culturels, 218 naturels et 39 mixtes. En comptant les sites répartis sur plusieurs pays, l'Italie est celui qui en possède le plus grand nombre (60), suivie par la Chine (59), l'Allemagne (54), et la France (53). Cordoue en Espagne est la ville qui compte le plus grand nombre de sites inscrits au patrimoine mondial de l'UNESCO, avec quatre inscriptions. Une grande diversité de « biens » sont inscrits, aussi bien des monuments religieux, des villes historiques préservées, des sites mégalithiques, des paysages culturels ou naturels, des lieux de mémoire ou des aires naturelles protégées. L'architecture monumentale européenne y prédomine, cependant.
Pour les États parties, l'inscription de sites au patrimoine mondial est une fierté nationale et une reconnaissance internationale. De plus, les sites inscrits au patrimoine mondial font généralement l'objet d'une exploitation touristique mettant en avant cette reconnaissance. L'inscription peut également être une occasion pour obtenir une assistance internationale, notamment financière, pour la conservation de son patrimoine national.

## Les biens du patrimoine mondial

### Caractéristiques des biens inscrits
Les biens inscrits au patrimoine mondial possèdent différentes qualifications. Tout d'abord, ils peuvent être considéré comme culturel (ex : Palais d'Été, Jardin impérial de Pékin), naturel (ex : terres et mers australes françaises), ou mixte (ex : Montagnes bleues et monts John Crow) en fonction des critères de valeur universelle qui ont permis leur inscription. 
Selon leurs éléments, les biens peuvent constituer un site unique de taille variable comme un monument (ex : Le phare de Cordouan) ou une portion de ville (ex : Arrondissement historique du Vieux-Québec) ou plus large (ex : Sites rupestres du Tadrart Acacus). Plusieurs sites peuvent constituer un bien unique, alors dénommé bien en série (ex : Fortifications de Vauban qui contient 12 sites). 
Si les biens sont généralement sur le territoire d'un seul état partie, ils peuvent néanmoins être partagé par plusieurs états, donnant lieu à des biens transfrontaliers (ex : Patrimoine naturel et culturel de la région d'Ohrid entre l'Albanie et la Macédoine du nord) ou à des biens en séries transnationaux (ex : Les grandes villes d'eaux d'Europe avec 11 sites dans sept pays).

### Thématiques du patrimoine mondial
En 2024, 1223 biens sont répertoriés, répartis en 168 états parties : 952 sont culturels, 231 naturels, et 40 mixtes (culturels et naturels). 
Les biens culturels présentent une diversité temporelle, depuis la préhistoire (ex : Art rupestre d’Alta) jusqu'à l'époque contemporaine (ex : L’œuvre architecturale de Le Corbusier), en passant par l'antiquité (ex : Pétra), le moyen-âge (ex : Ville médiévale de Rhodes), et l'époque moderne (ex : Églises baroques des Philippines). Les biens sont vernaculaires (ex : paysage culturel de Zagori), religieux (ex : monuments bouddhiques de la région d'Horyu-ji), militaires (ex : site d’essais nucléaires de l’atoll de Bikini), industriels (ex : filature de soie de Tomioka), artistiques (ex : théâtre antique et ses abords d'Orange), scientifiques (ex : arc géodésique de Struve), et se retrouvent en milieux urbain (ex : Cuzco) et rural (ex : région viticole du Haut-Douro). Ce patrimoine historique est souvent réparti entre sites archéologique et patrimoine vivant ou monuments. L'ICOMOS a établie en  2005, un état des lieux détaillé dans lequel les biens sont rangés selon trois approches  complémentaires : (i) typologique, (ii) chronologique-régionale et (iii) thématique.
Les biens naturels présentent une diversité de milieux terrestres, comme des forêts (ex : forêt de Bialowieza), des déserts (ex : désert de Lout), des montagnes (ex : région des montagnes Bleues), aquatiques, en eau douce (ex : Lacs d’Ounianga) et marin (ex : mer des Wadden), et côtier (ex : littoral du Dorset et de l'est du Devon). Ils incluent également des formations géologiques, comme des iles (ex : Surtsey), des volcans (ex : volcans du Kamchatka), des grottes (ex : parc national des grottes de Carlsbad), et des ensembles tectoniques (ex : Haut lieu tectonique Chaîne des Puys - faille de Limagne).
L'UNESCO met en place également d'autres dispositifs, pour préserver et mettre en avant le patrimoine culturel (ex : villes créatives) et naturel (ex : les réserves de biosphères, les géoparcs mondiaux, le patrimoine géologique mondial). Ces programmes sont complétés par les protections locales définies par l'UICN comme les parcs nationaux et les aires marines protégées. Certaines de ces zones protégées sont élevées au rang de patrimoine mondial, tel le Parc national de Yellowstone et l'Aire protégée des îles Phoenix.

### Géographie du patrimoine mondial

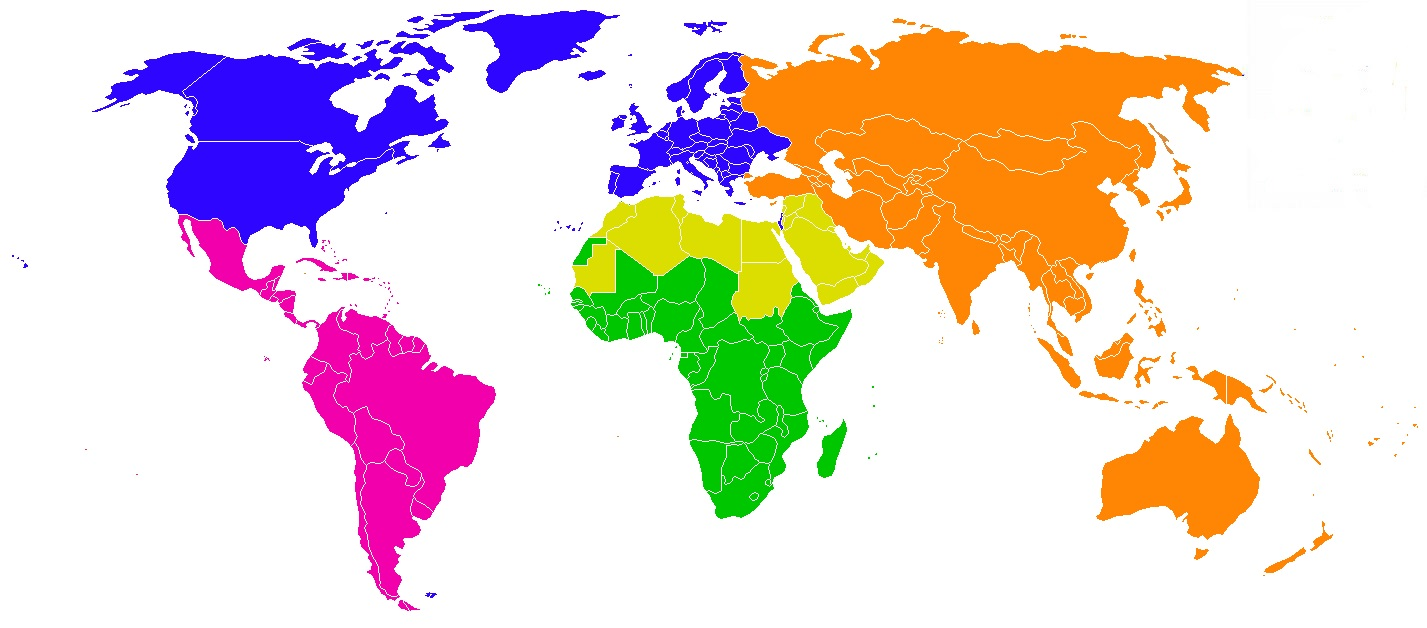
Les cinq groupes régionaux définis par l'Unesco :
Afrique
États arabes
Asie et Pacifique
Europe et Amérique du Nord
Amérique latine et Caraïbes

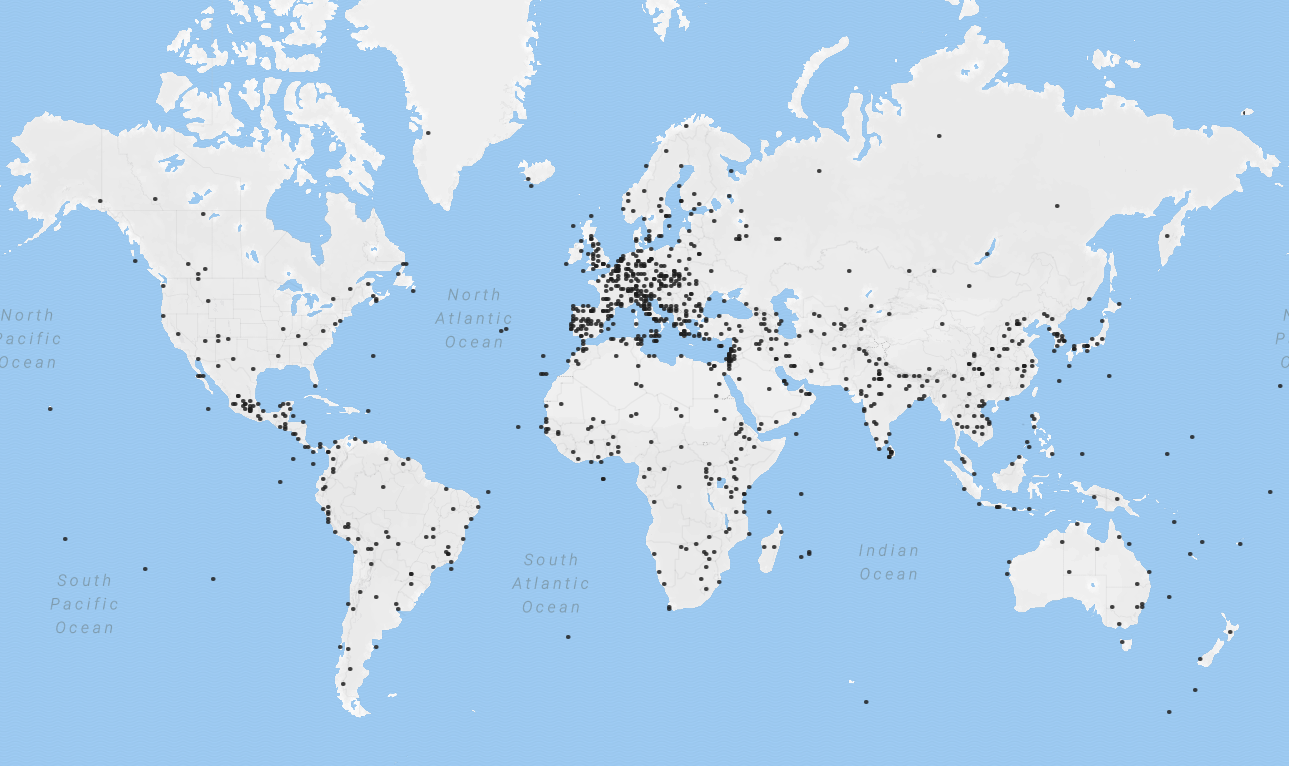
Répartition des sites du patrimoine mondial de l'Unesco en 2018.

L'UNESCO a inscrit des biens sur chaque continent. Ces biens sont répertoriés suivant cinq régions selon une définition propre à l'Unesco qui ne se fonde pas que sur des critères géographiques, mais cherche également une cohérence culturelle :
- Afrique : seulement l'Afrique subsaharienne.
- États arabes : l'Afrique du Nord et une partie du Moyen-Orient.
- Asie et Pacifique : l'Australie et l'Océanie, l'Asie de l'Est, du Sud-Est et du Sud, l'Asie centrale et Iran.
- Europe et Amérique du Nord : incluant les Outre-mers, la totalité de la Turquie et de la Russie, Israël, et seulement les États-Unis et le Canada en Amérique du Nord.
- Amérique latine et Caraïbes : le Mexique, l'Amérique centrale et du Sud, et les pays indépendants des Caraïbes.

| Site                        | Culturel | Naturel | 0Mixte | 0Total | Pourcentage |
| --------------------------- | -------- | ------- | ------ | ------ | ----------- |
| Afrique                     | 63       | 44      | 5      | 112    | 8,97 %      |
| États arabes                | 88       | 6       | 3      | 97     | 7,77 %      |
| Asie et Pacifique,          | 220      | 73      | 13     | 306    | 24.52 %     |
| Europe et Amérique du Nord, | 496      | 72      | 12     | 580    | 46,47 %     |
| Amérique latine et Caraïbes | 105      | 40      | 8      | 153    | 12,26 %     |
| Total                       | 972      | 235     | 41     | 1248   | 100,00 %    |

### Inégale répartition géographique et thématique

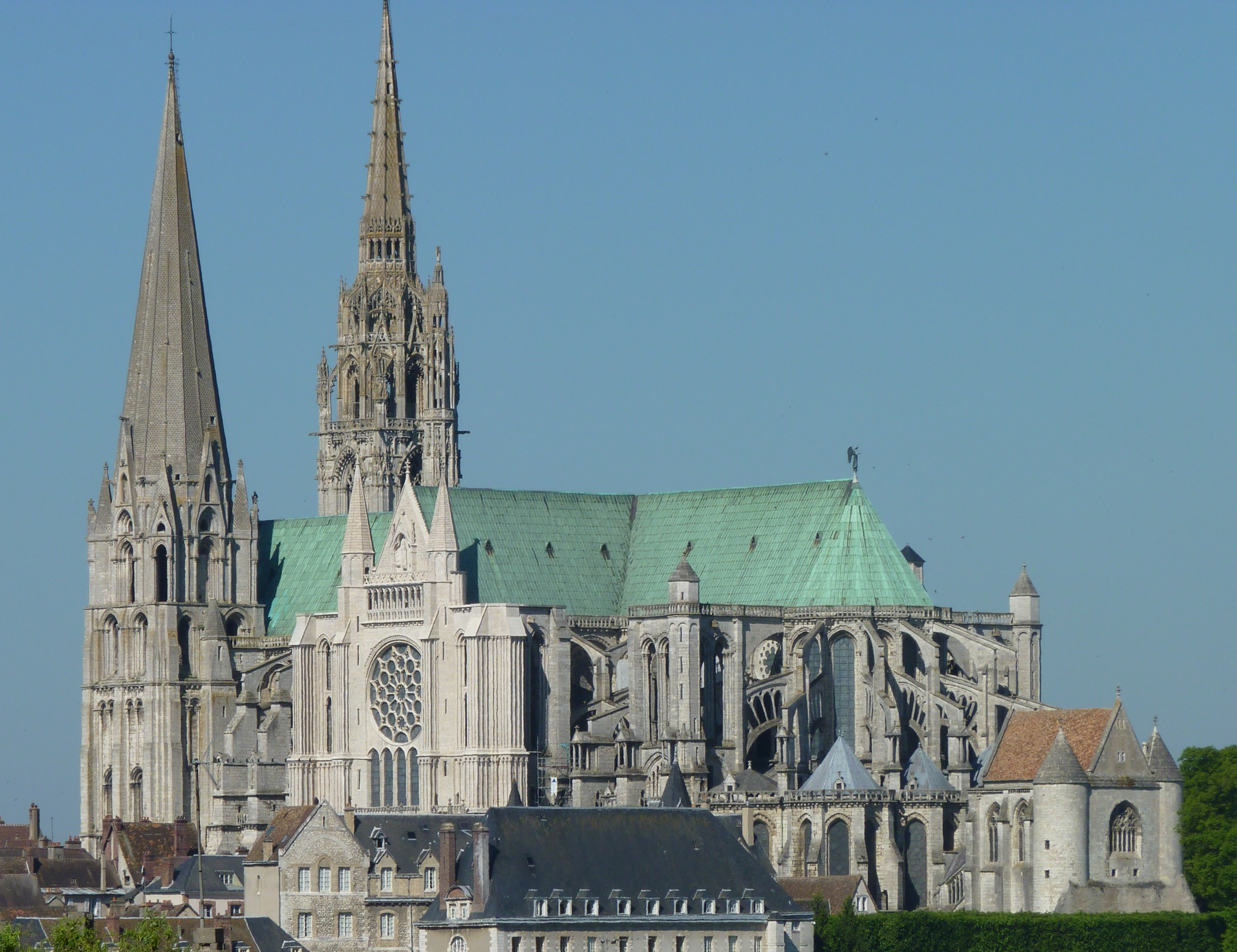
Les cathédrales gothiques sont surreprésentées au sein de la liste du Patrimoine mondial.
(ci-dessus, la Cathédrale Notre-Dame de Chartres)

Une étude globale effectuée par l'ICOMOS entre 1987 et 1993, « révélait que l'Europe, les villes historiques et les monuments religieux, le christianisme, les époques historiques et l'architecture « élitiste » (par opposition à l'architecture vernaculaire) étaient surreprésentés sur la Liste du patrimoine mondial, alors que les cultures vivantes, et en particulier les « cultures traditionnelles », étaient sous représentées. »
L'Afrique subsaharienne en particulier est sous-représentée dans la liste du patrimoine mondial. Les biens inscrits y sont plus souvent « en péril » notamment à cause du réchauffement climatique, du développement incontrôlé de l'urbanisation ou de l'agriculture, et des conflits armés. Cette sous-représentation découle de l'importance prépondérante accordée au patrimoine architectural et historique, elle reflète également une moindre capacité des états africains à constituer des dossiers de candidatures, par rapport aux pays développés. Pour tenter de contrer ce déséquilibre, l'UNESCO a mis en place une stratégie globale en 1994 et célèbre tous les 5 mai depuis 2016, une journée du patrimoine mondial africain.
Le déséquilibre de la liste du patrimoine mondial est également le miroir de l'organisation et de la répartition des 21 sièges au sein du comité du patrimoine mondial, en effet les membres viennent bien plus souvent des pays développés et en retour ils ont tendance à favoriser leur pays d'origine, dans un contexte de politisation croissante du patrimoine mondial et d'enjeux financiers liés au tourisme.
Le continent européen compte plus de biens inscrits que les autres, que ce soit en nombre de site par pays, par unité de surface (dans une grille virtuelle), ou par habitats. La prédominance de l'Europe est d'autant plus marquée si on considère uniquement les biens culturels.
Malgré la mise en place de la stratégie globale en 1994, la répartition des sites du patrimoine mondial n'a pas été rééquilibrée en faveurs des pays en voie de développement et on observe, en 2011, une nette corrélation entre produit national brut et nombre de biens inscrits.

## Liste du patrimoine mondial par aire géographique

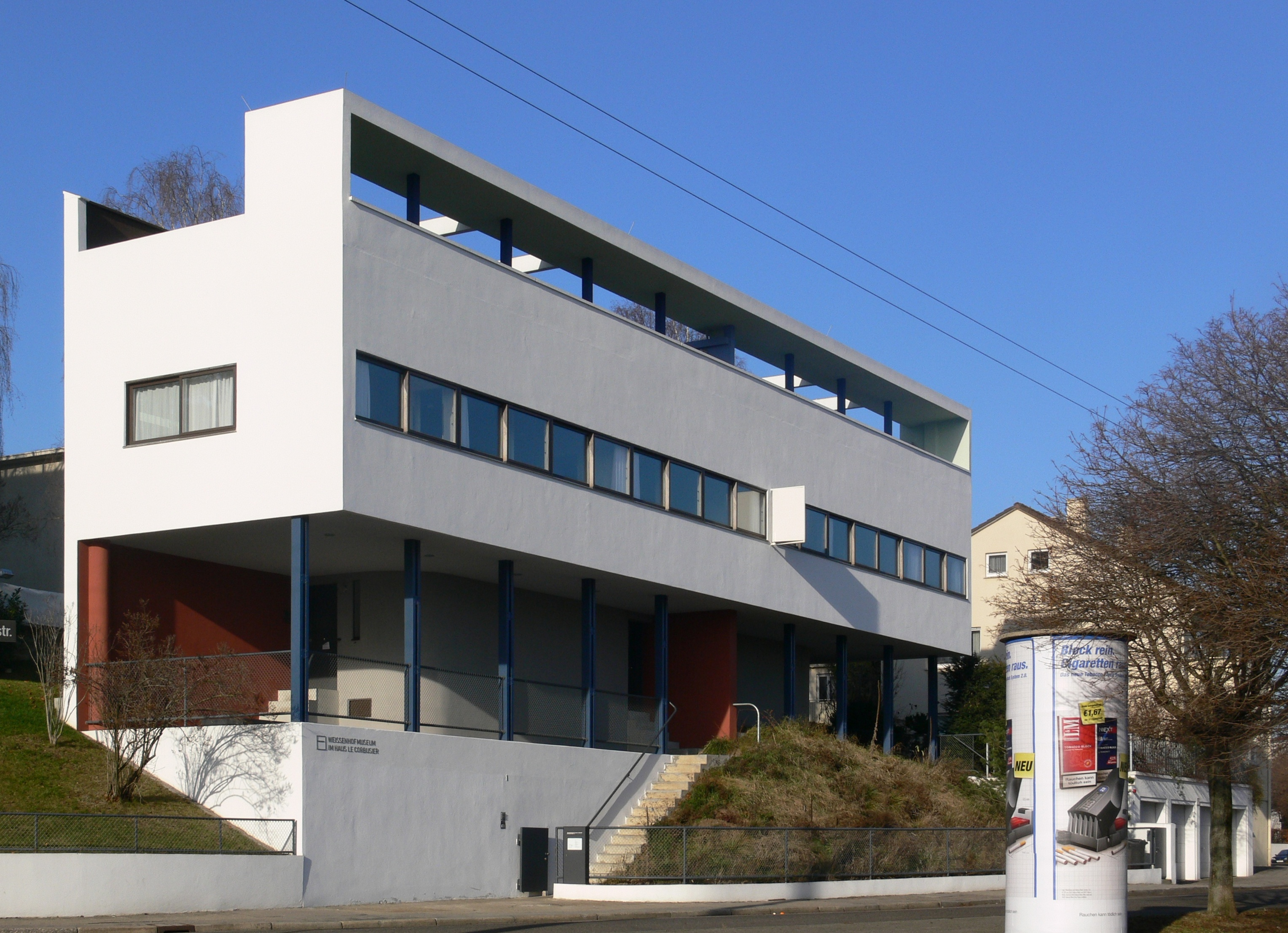
L’œuvre architecturale de Le Corbusier, une contribution exceptionnelle au Mouvement Moderne est un site trans-régional, situé à la fois dans les zones Europe (Allemagne, Belgique, France, Suisse), Asie et Pacifique (Inde et Japon) et Amérique latine et Caraïbes (Argentine). C'est le seul site à s'étendre sur 3 régions, il est comptabilisé par l'Unesco en Europe et Amérique du Nord.(ci-dessus des Maisons de la Weissenhof-Siedlung).

- Liste du patrimoine mondial par pays
- Listes continentales :
  - Liste du patrimoine mondial en Afrique
  - Liste du patrimoine mondial en Amérique
  - Liste du patrimoine mondial en Asie
  - Liste du patrimoine mondial en Europe
  - Liste du patrimoine mondial en Océanie

Liste des quinze États parties à la Convention de 1972 possédant les plus grands nombres de sites en 2024:
| Rang | États parties | Nombre de sites |
| ---- | ------------- | --------------- |
| 1    | Italie        | 61              |
| 2    | Chine         | 60              |
| 3    | Allemagne     | 55              |
| 4    | France        | 54              |
| 5    | Espagne       | 50              |
| 6    | Inde          | 44              |
| 7    | Mexique       | 36              |
| 8    | Royaume-Uni   | 35              |
| 9    | Russie        | 33              |
| 10   | Iran          | 29              |
| 11   | États-Unis    | 26              |
| 11   | Japon         | 26              |
| 13   | Brésil        | 25              |
| 14   | Canada        | 22              |
| 14   | Turquie       | 22              |

À l'opposé, en 2025, 26 États parties n'ont aucun site inscrit sur la liste du patrimoine mondial.

## Histoire

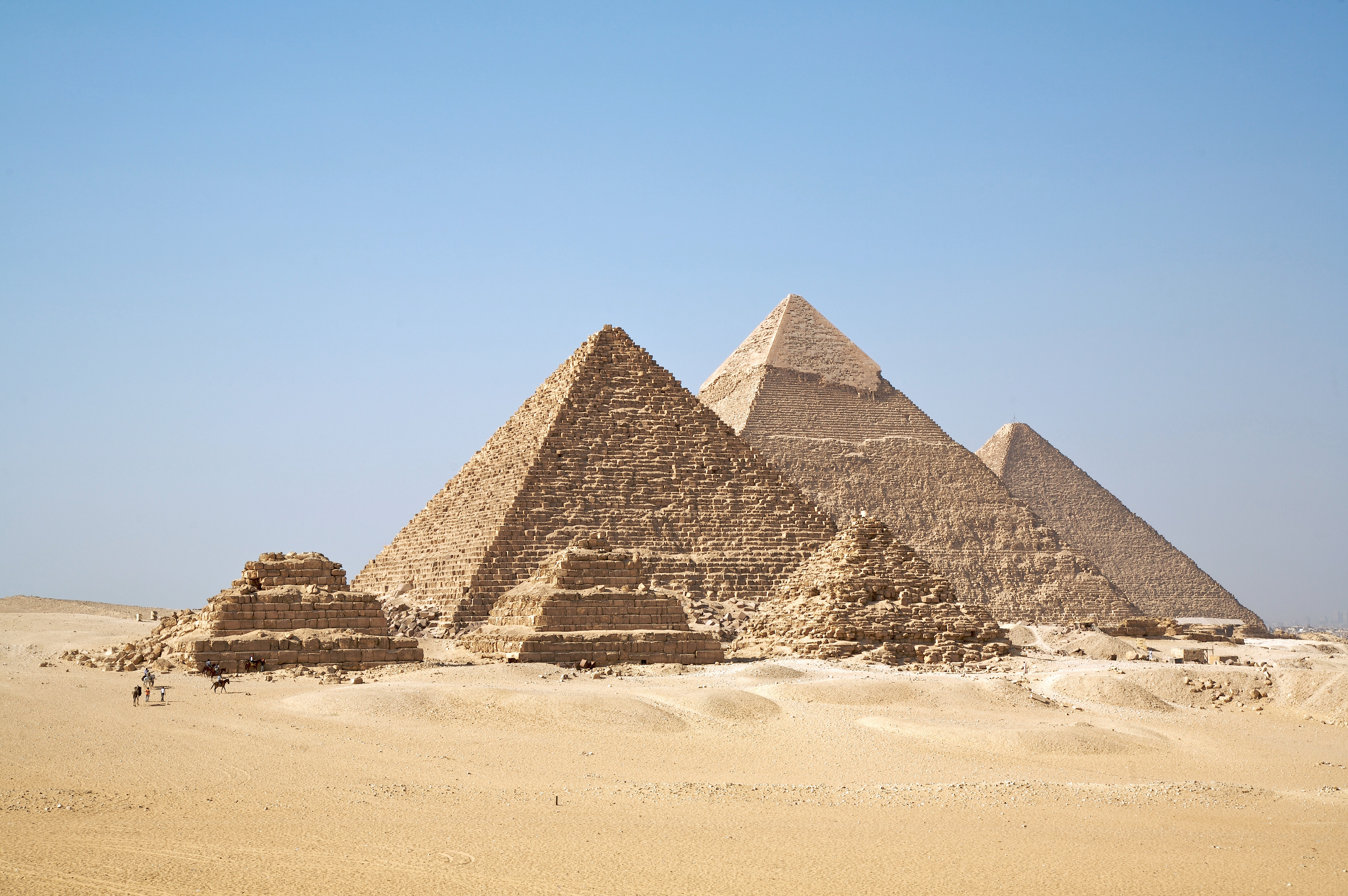
Les pyramides de Gizeh

### Conceptions antiques
Dans l'antiquité, les anciens grecs, établissent une liste de Sept Merveilles du monde. La seule de ces merveilles encore debout est l'ensemble des pyramides de Gizeh.

### Prise de conscience moderne
- 16 novembre 1945 : Création de l'Unesco.

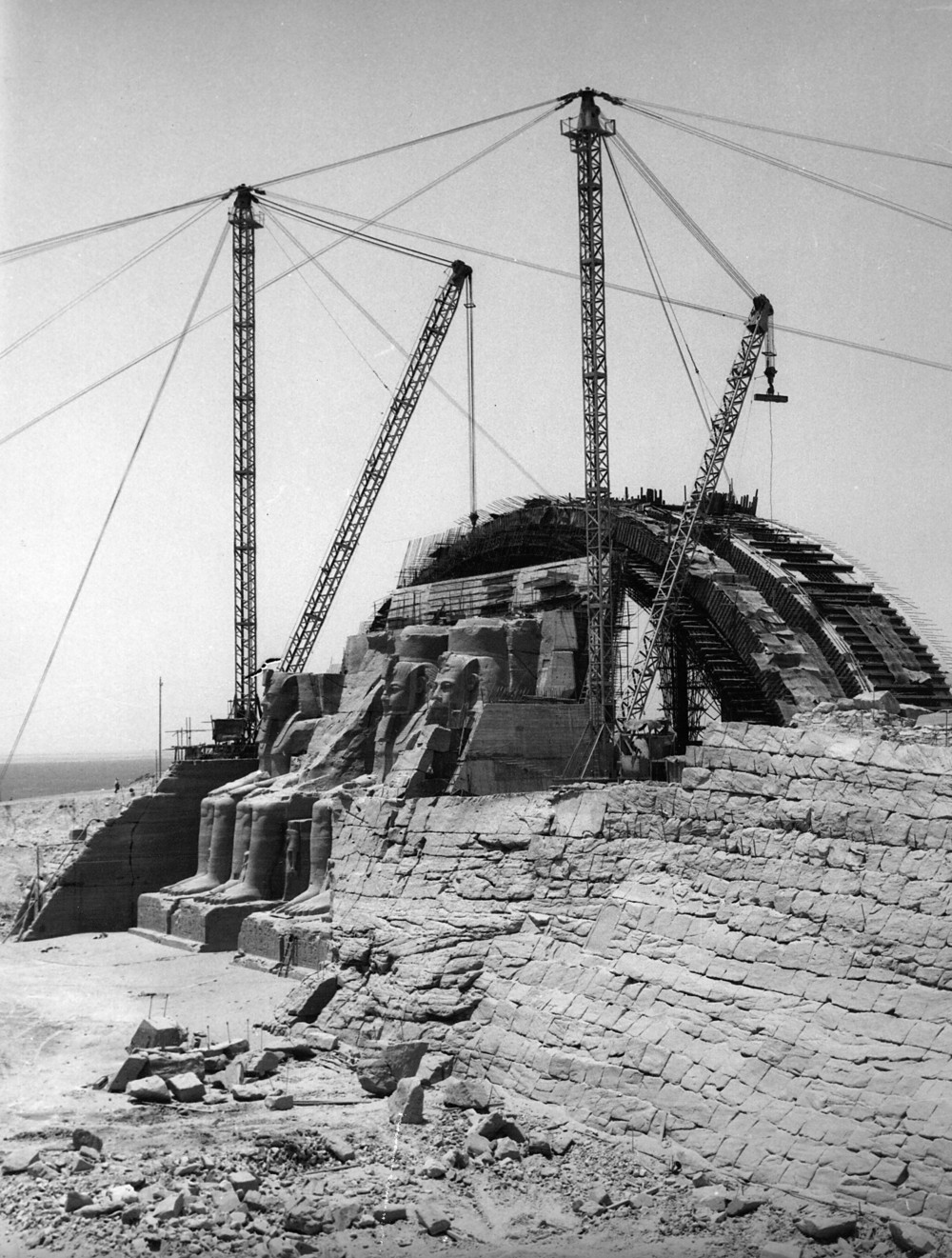
Grand temple d'Abou Simbel en cours de reconstruction sur son nouveau site, en 1966.

- 1954 : Convention de La Haye (1954) pour la protection des biens culturels en cas de conflit armé.
- 1964 : l'Unesco entreprend les travaux de sauvetage des temples d'Abou Simbel contre la montée des eaux du lac Nasser, à la suite de la construction du haut barrage d'Assouan en Égypte. Ce sauvetage fait reconnaître à plusieurs pays l'importance de préserver le patrimoine mondial.
- 1965 : Les États-Unis demandent la création d'un trust mondial pour préserver les sites culturels et naturels.
- 1970 : Convention concernant les mesures à prendre pour interdire et empêcher l'importation, l'exportation et le transfert de propriété illicites des biens culturels[11]. Ratifiée par 143 États parties en 2023, cette convention n'est pas rétroactive : pour les objets déplacés avant 1970, la restitution se fait au cas par cas (négociation bilatérale entre États, médiation du comité intergouvernemental de l'Unesco[c]) ; après 1970, la restitution est systématique[12].

### Préparation et rédaction de la Convention sur le patrimoine mondial

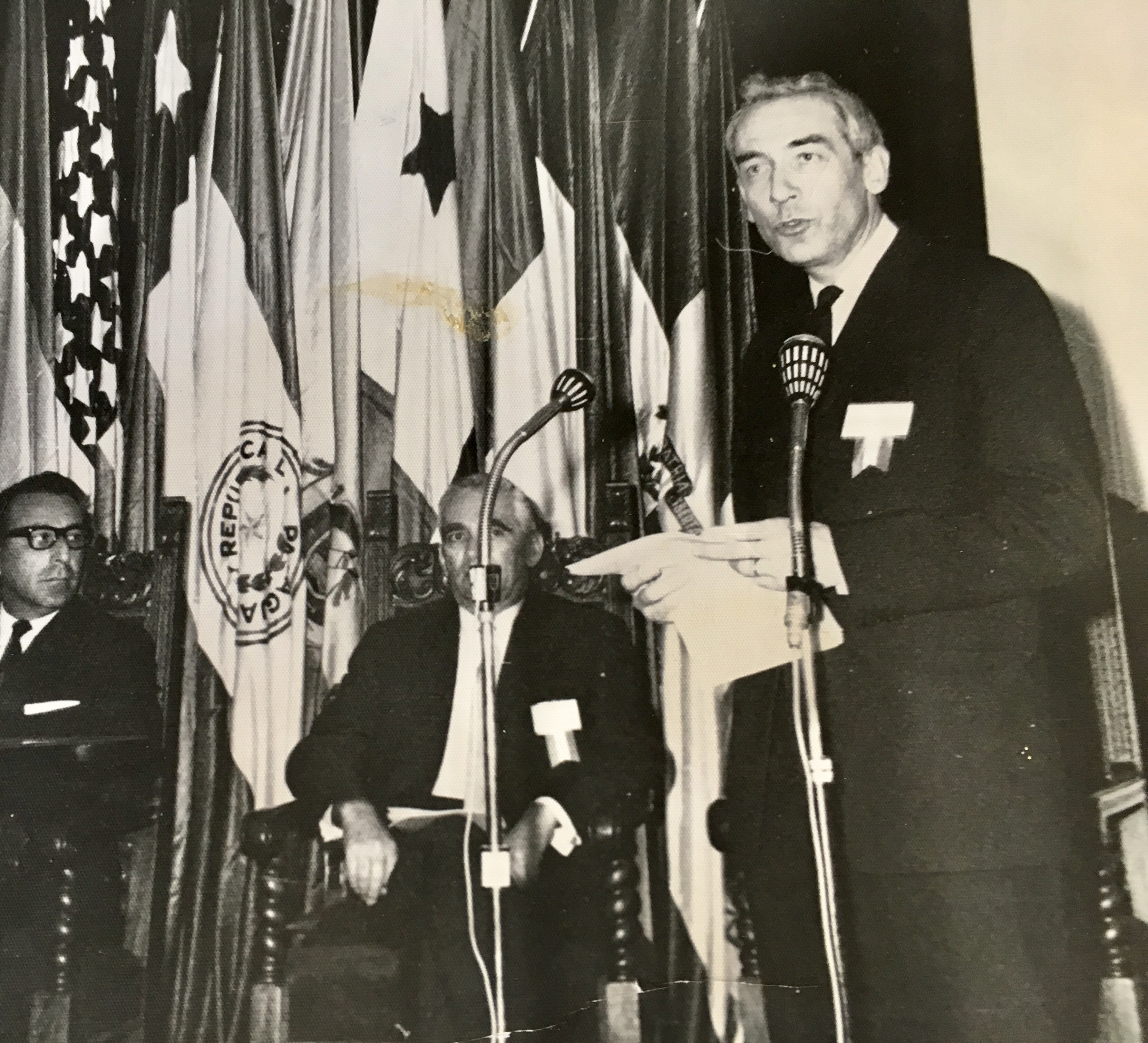
Michel Batisse à la Conférence de Stockholm, en 1972

Trois proposition de textes internationaux concernant la protection du patrimoine commun de l'humanité ont été rédigés entre 1968 et 1970, l'une émanant de l'UICN centrée sur le patrimoine naturel, mais comprenant quelque sites culturels, une de l'UNESCO, centrée sur les biens culturels, et à laquelle Michel Batisse, déjà instigateur du programme sur l'homme et la biosphère, a tenu à associer le patrimoine naturel et enfin une proposition de « Trust » émanant des États-Unis, pour lesquels l'association Nature-Culture allait de soit.
En juin 1972, à la suite de l'important travail mené par l'UNESCO, l'UICN et la FAO, les Nations unies réunies à Stockholm prennent une recommandation n°99 prévoyant l'adoption par la conférence générale de l'UNESCO du projet de convention pour « la protection du patrimoine mondial naturel et culturel ». L'historienne Chloé Maurel a montré comment cette adoption a été une grande réalisation de l'Unesco, favorisée par le succès de la campagne de sauvetage des monuments de Nubie (Abou Simbel, sud de l'Egypte) achevée en 1968, qui a déterminé un tournant de l'action de l'Unesco, qui s'est spécialisée de plus en plus dans la protection patrimoniale.

### Signature de la Convention sur le patrimoine mondial

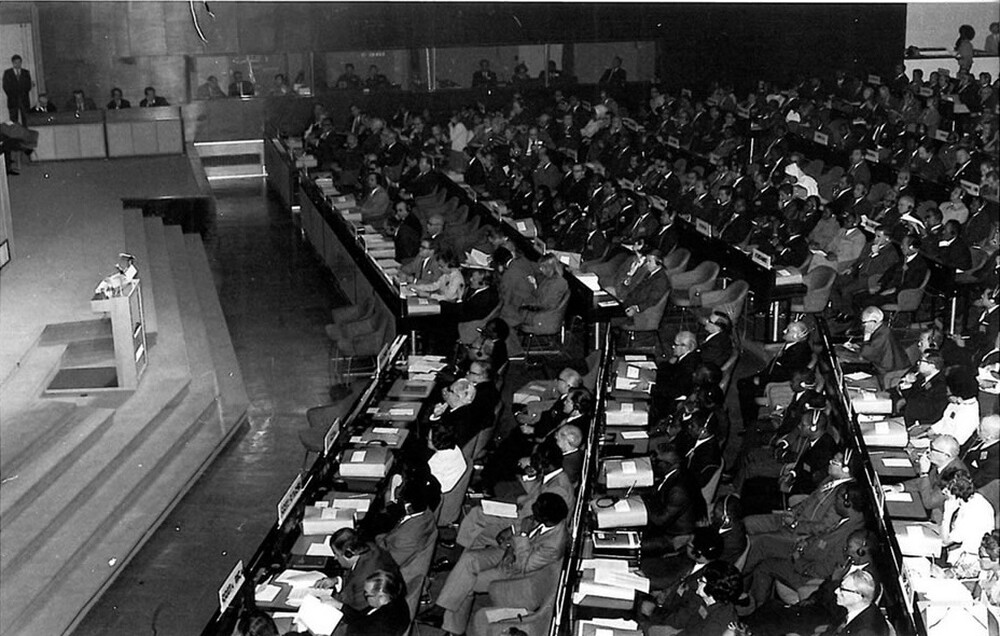
Adoption de la convention pour la protection du patrimoine mondial par l' UNESCO, en 1972.

- 1972 : le traité international intitulé « Convention pour la protection du patrimoine mondial, culturel et naturel » est adopté le 16 novembre 1972 lors de la XVIIe conférence générale de l’Unesco.

### Vie de la convention

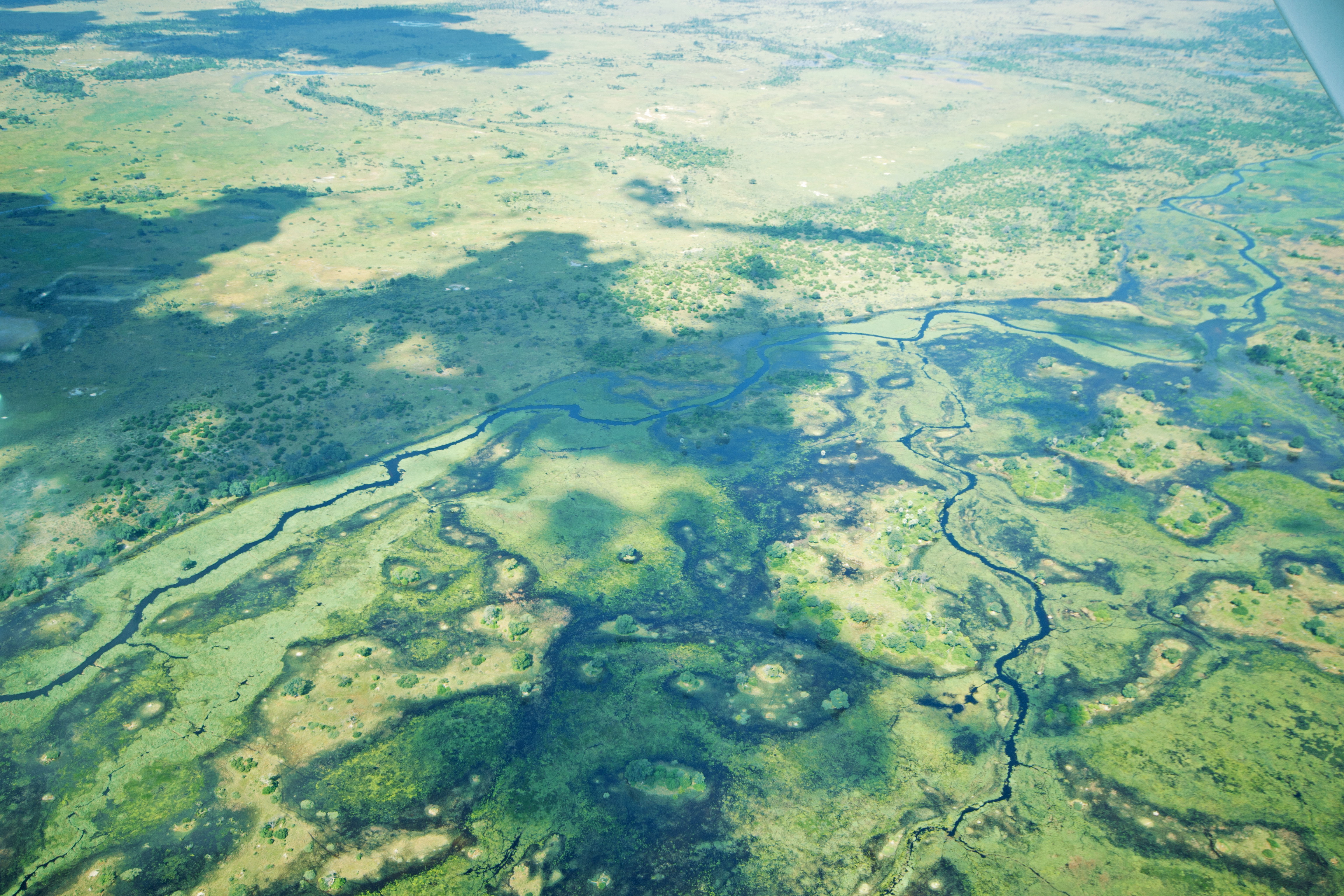
En 2014, le Delta de l'Okavango est devenu le millième site inscrit au patrimoine mondial, lors de la 38e session du Comité du patrimoine mondial.

Nombre de sites inscrits par région et par an, de 1978 à 2023.

- 1975 Le traité entre en vigueur avec la ratification par un 20e État parti.
- 1976 : L'assemblée générale des États partis, en novembre 1976, voit la création du Comité du patrimoine mondial et l'élection de ses premiers représentants.
- 1978 : Les 12 premiers biens sont inscrits sur la liste du patrimoine mondial, lors de la 2e session du Comité du patrimoine mondial, à Washington, en septembre, soit 8 biens culturels, 3 biens naturels et 1 bien mixte répartis dans 7 pays. Le logo du patrimoine mondial est également adopté à cette réunion[15].
- 1979 : Le comité tient sa troisième réunion en Égypte, entre Le Caire et Louxor, en octobre 1979. Il inscrit 25 nouveaux sites sur la liste. Le site de Kotor, dans ce qui était alors la Yougoslavie, récemment endommagé par un séisme est déclaré en péril. On imagine une procédure pour délister les sites[15].
- 1982 : Des lignes directrices pour l'inscription des sites sur la liste du patrimoine en péril sont adoptées à la 6e session du Comité du patrimoine mondial, à Paris[15].
- 1984 : Premier retrait des États-Unis de l'UNESCO sous la présidence de Ronald Reagan. Ce retrait fait baisser les moyens financiers de l'UNESCO, de façon importante. Le pays réintègre l'UNESCO en 2003 sous la présidence de George W. Bush.
- 1992 : rédaction de lignes directrices pour l'inscription d'un paysage culturel.
- 1994 : lancement la Stratégie globale pour une Liste du patrimoine mondial équilibrée, représentative et crédible, dans le but de rééquilibrer la liste du patrimoine mondial[16]. La convention comptait alors, 193 États-partis.
- 2015 : La prise en compte des populations autochtones et locales, qui était jusque là une recommandation, devient obligatoire.
- 2018 : Deuxième retrait des États-Unis de l'Unesco, sous la présidence de Donald Trump. Ils apportaient 22 % du budget de l'organisation. Israël se retire également. Le 10 juillet 2023, l'UNESCO réintègre les États-Unis au sein de ses membres, à la suite d'une demande du président Joe Biden.

## Critères de sélection
« Le patrimoine est l'héritage du passé dont nous profitons aujourd'hui et que nous transmettons aux générations à venir. Nos patrimoines culturel et naturel sont deux sources irremplaçables de vie et d'inspiration. »

— Extrait de la convention de 1972.

### Valeur universelle exceptionnelle
L'objectif principal de la liste du patrimoine mondial est de faire connaître et de protéger les sites que l’organisation considère comme exceptionnels. Pour ce faire, et dans un souci d’objectivité, ont été mis en place des critères, la rédaction de ceux-ci a évoluée au fil du temps. À l'origine, la sélection des sites s'est faite sur la base de six critères pour les biens culturels et quatre critères pour les biens naturels. En 2005, tous les critères ont été fondus en 10 critères uniques applicables à tous les sites. En 2024, les critères sont rédigés de la façon suivante :
| n°  | description | illustration | légende                                                                    |
| --- | --- | ------------ | -------------------------------------------------------------------------- |
| I   | représenter un chef-d’œuvre du génie créateur humain |              | Pont du Gard, France.                                                      |
| II  | témoigner d'un échange d'influences considérable pendant une période donnée ou dans une aire culturelle déterminée, sur le développement de l'architecture ou de la technologie, des arts monumentaux, de la planification des villes ou de la création de paysages                                                          |              | Qhapaq ñan Grande route inca, Argentine, Chili, Colombie, Équateur, Pérou. |
| III | apporter un témoignage unique ou du moins exceptionnel sur une tradition culturelle ou une civilisation vivante ou disparue |              | SG̱ang Gwaay, Colombie britannique, Canada.                                 |
| IV  | offrir un exemple éminent d'un type de construction ou d'ensemble architectural ou technologique ou de paysage illustrant une ou des périodes significative(s) de l'histoire humaine |              | Fort São Lourenço sur l'Île de Mozambique, Mozambique.                     |
| V   | être un exemple éminent d'établissement humain traditionnel, de l'utilisation traditionnelle du territoire ou de la mer, qui soit représentatif d'une culture (ou de cultures), ou de l'interaction humaine avec l'environnement, spécialement quand celui-ci est devenu vulnérable sous l'effet d'une mutation irréversible |              | sites palafittiques préhistoriques autour des Alpes, 6 pays européens.     |
| VI  | être directement ou matériellement associé à des événements ou des traditions vivantes, des idées, des croyances ou des œuvres artistiques et littéraires ayant une signification universelle exceptionnelle |              | Temple de Borobudur, Île de Java, Indonésie.                               |

| n°   | description | illustration | légende                                                           |
| ---- | --- | ------------ | ----------------------------------------------------------------- |
| VII  | Représenter des phénomènes naturels ou des aires d'une beauté naturelle et d'une importance esthétique exceptionnelles |              | Région d'intérêt panoramique et historique de Wulingyuan, Chine.  |
| VIII | être des exemples éminemment représentatifs des grands stades de l'histoire de la Terre, y compris le témoignage de la vie, de processus géologiques en cours dans le développement des formes terrestres ou d'éléments géomorphiques ou physiographiques ayant une grande signification |              | Stevns Klint, Danemark.                                           |
| IX   | être des exemples éminemment représentatifs de processus écologiques et biologiques en cours dans l'évolution et le développement des écosystèmes et communautés de plantes et d'animaux terrestres, aquatiques, côtiers et marins                                                       |              | La grotte du Cerf dans le Parc national du Gunung Mulu, Malaisie. |
| X    | contenir les habitats naturels les plus représentatifs et les plus importants pour la conservation in situ de la diversité biologique, y compris ceux où survivent des espèces menacées ayant une valeur universelle exceptionnelle du point de vue de la science ou de la conservation. |              | Sanctuaire des baleines de El Vizcaino, Mexique.                  |

Les biens sont généralement inscrits sur la base de plusieurs critères. Les sites culturels sont largement plus nombreux que les sites naturels et mixtes.

### Authenticité culturelle et intégrité naturelle
Les critères de sélection à adopter avant l'inscription des premiers biens sur la liste du patrimoine mondial, ont été discutés. Les membres du groupe de travail se sont inspirés des exigences des États-Unis pour les sites historiques nationaux en adoptant le critère d'« intégrité ». Pour les biens culturels, le critère d'intégrité est remplacé par un test d'authenticité, sur une proposition de Raymond M. Lemaire pionnier de l'ICOMOS. Le terme « authenticité » était, en effet, déjà présent dans la charte de Venise. À partir de 2005, les biens culturels sont également soumis au critère d'intégrité, cependant l'ICOMOS n'a pas développé de guide pour l'application de ce critère pour les biens culturels, comme l'a fait l'UICN pour les biens naturels.
L'« autenticité » est définie, de façon approfondie, dans le Document de Nara sur l'authenticité, rédigé en 1994.
L'« intégrité » s'évalue grâce à trois paramètres : la complétude du bien candidat, son caractère intact et l'absence de menaces.

### Garanties de préservation et plan de gestion
Dès les orientations de 1980, la convention exige des garanties, de la part des États partis, que les biens inscrits soient préservés, en effet le dossier devait donner des « détails concernant les mesures de protection d’ordre juridique et administratif prises ou envisagées en vue de la conservation du bien ». À partir de 2005, les orientations précisent que tous les biens doivent faire l'objet d'une protection (législative, juridique ou traditionnelle) et que les États partis doivent joindre les pièces nécessaires pour le démontrer dans les dossiers de candidature.
Depuis 2005, la convention exige l'existence d'un plan de gestion (ou d'un document similaire) des biens candidats à l'inscription au patrimoine mondial.

## Statut des biens inscrits
La conservation, la gestion et la transmission aux générations futures des biens inscrits sur la liste du patrimoine mondial incombent en premier chef à l’État partie signataire de la convention, mais l’inscription sur la liste postule que ces biens appartiennent aussi à l’« Humanité » et sont ainsi placés sous une sorte de sauvegarde internationale. Il y a donc un système de coopération et d’assistance pour aider l’État partie, notamment d'un point de vue financier et matériel. La communauté n’entre pas directement dans la gestion des biens concernés, mais il y a un suivi qui est réalisé par des organismes internationaux indépendants de l’État partie (exemple : centre mondial de surveillance continue de la conservation de la nature). Cette protection est toute relative par rapport à la souveraineté de l’État partie sur son territoire.

### Assistance internationale
Les États partis peuvent demander une assistance internationale à la convention du patrimoine mondial, pour une assistance d'urgence, une aide à la gestion/ conservation des biens ou pour une assistance préparatoire pour les sites des listes indicatives nationales.

## Processus d'inscription
Le processus d'inscription d'un site est une démarche longue, qui démarre avec la rédaction d'un dossier au niveau local, puis l'inscription sur la liste indicative nationale et enfin l'examen du dossier par l'UNESCO et ses experts avant l'inscription officielle sur la liste. L'ensemble de la démarche prend en moyenne huit ans et les critères d'admission se sont durcis avec le temps.

### Inscription sur la liste indicative nationale
L'inscription sur la liste indicative nationale de l'État partie porteur de la candidature (en anglais : Tentative list) constitue le préalable incontournable à une demande de reconnaissance mondiale par le Comité du patrimoine mondial. Le Centre du patrimoine mondial, qui s'assure de l'éligibilité des candidatures, vérifie en effet que la proposition de bien a fait l'objet d'une première évaluation nationale qui a justifié son inscription sur la liste indicative de l'État partie concerné. Cette évaluation nationale consiste en l'analyse de la valeur universelle exceptionnelle potentielle du bien proposé, qui se fait à partir des critères définis par les Orientations devant guider la mise en œuvre de la Convention du patrimoine mondial, dans sa dernière version. En France, cette analyse est réalisée par les services de l’État (ministère chargé de la culture et ministère chargé de l'écologie).
Chaque pays signataire de la Convention dresse donc une liste indicative nationale qui regroupe les sites pour lesquels l'État partie a l'intention de déposer un dossier de candidature à l'Unesco.
L'inscription d'un site sur la liste indicative se fait au moyen d'un formulaire spécifique appelé « format pour la soumission d'une liste indicative ».

### Élaboration du dossier de candidature
La préparation du dossier de candidature est une opération complexe qui peut prendre plusieurs années. La présentation du dossier est encadrée par les Orientations devant guider la mise en œuvre de la Convention du patrimoine mondial. Tout dossier doit comporter la justification de la valeur universelle exceptionnelle du bien proposé, sa description et la démonstration de son authenticité et de son intégrité, un plan de gestion détaillé ayant pour objectif de préserver sa valeur universelle exceptionnelle. Une cartographie très précise du bien et, le cas échéant, de sa zone tampon doit être produite à l'appui du dossier de candidature.

### Dépôt de la candidature
La proposition d'inscription, qui doit être signée, est déposée par l’État partie au Centre du patrimoine mondial de l'Unesco qui a son siège à Paris. Le dossier doit être rédigé en français ou en anglais. La candidature doit être déposée au plus tard au 31 janvier de l'année précédant la session du Comité du patrimoine mondial au cours de laquelle elle sera examinée. Il s'écoule en effet un délai de 18 mois entre le dépôt du dossier et la décision finale prise par le Comité.
En 1994, le Comité du patrimoine mondial lance la Stratégie globale pour une Liste du patrimoine mondial « équilibrée, représentative et crédible » pour assurer une représentation plus équilibrée à l'échelle mondiale. La procédure de candidature longue, coûteuse et complexe, favorise en effet les grands pays développés qui mobilisent leurs hauts fonctionnaires impliqués dans les ministères de référence, leurs chargés de mission des dossiers de candidature qui ont une bonne maîtrise des critères d'éligibilité, leurs experts du patrimoine, leurs diplomates et les soutiens institutionnels et associatifs à différentes échelles (État, collectivités locales). L'adoption de quotas (dépôt d'un dossier de candidature tous les deux ans pour chaque pays, limites sur les nominations annuelles) ne parvient cependant pas à combler le déséquilibre de la Liste relatif aux pays et catégories de biens sous-représentés, qui continue à s'accentuer entre 1994 et 2011.

### Examen du dossier

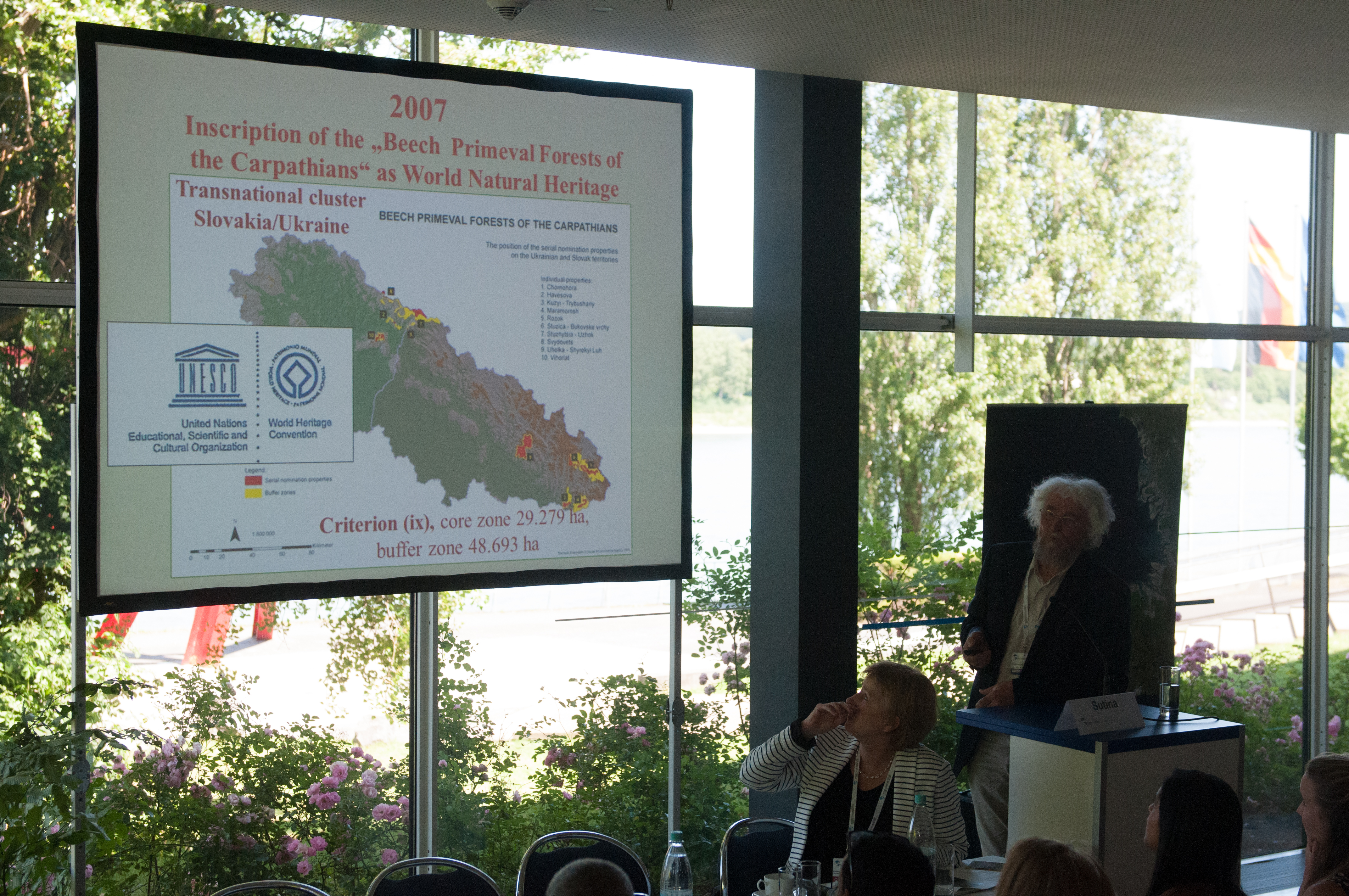
Discussion de l'extension du site des Forêts primaires de hêtres des Carpates et d'autres régions d'Europe lors de la 39e session du Comité du patrimoine mondial, en 2015, à Bonn.

Le dossier fait l'objet d'un premier examen formel par le Centre du patrimoine mondial qui s'assure de sa complétude et de sa conformité au format Unesco. Au 1er mars de l'année 1, le secrétaire général du Centre du patrimoine mondial informe l’État partie de cette complétude puis transmet le dossier aux organes consultatifs de la Convention : l'ICOMOS pour les biens culturels, l'UICN pour les biens naturels, ou les deux pour les biens mixtes. Pour le cas particulier des paysages culturels, l'ICOMOS consulte l'UICN. Ces experts sont en effet chargés d'assurer l'évaluation scientifique et technique de la candidature et d'établir un rapport pour l'information du Comité du patrimoine mondial, assorti d'une proposition de décision. Ils disposent d'un an pour mener à bien cette évaluation et une mission d'expertise a en principe lieu sur site entre août et décembre de l'année 1.
Six semaines avant la session du Comité du patrimoine mondial, le rapport d'expertise est adressé à l’État partie. Cette disposition permet à l’État partie de retirer la candidature avant la session du Comité, si d’aventure les conclusions des experts étaient défavorables et lui ouvre ainsi la possibilité de présenter à nouveau un dossier réorienté qui sera reçu comme une proposition nouvelle.
Les avis des experts sont de moins en moins suivis par les membres du comité, ainsi un nombre croissant de sites sont inscrits malgré des avis défavorables de l'ICOMOS ou de l'UICN,.

### Inscription sur la liste du patrimoine mondial
« Le Comité du patrimoine mondial décide si un bien doit être inscrit ou non sur la Liste du patrimoine mondial, ou si son examen doit être différé, ou son dossier renvoyé ».
S'il décide l'inscription, le Comité adopte alors une déclaration de valeur universelle exceptionnelle du bien, qu'il peut assortir de recommandations. S'il rejette l'inscription, la décision est alors définitive et le bien ne peut être de nouveau présenté. S'il renvoie le dossier, il demande alors des informations complémentaires qui doivent lui être soumises avant le 1er février de l'année durant laquelle l’État partie souhaite que la candidature soit examinée. Le Comité peut enfin différer l'examen de la proposition pour faire procéder à une évaluation plus approfondie ou demander une révision substantielle du dossier à l’État partie.

### Extensions et autres modifications
Les états peuvent demander la modification des limites du bien ou de la zone tampon, des critères ou du nom des biens précédemment inscrits. Les modifications des limites peuvent être considéré comme mineur ou comme majeur. L'Unesco considère qu'une "modification mineure est une modification qui n’a pas d’[effet] important sur l’étendue du bien ou d’incidence sur sa valeur universelle exceptionnelle." Dans le cas d'une demande de modification mineure des limites, par les états, le dossier est examiné par les organisations consultatives compétentes (ICOMOS, UICN) pour juger de la nature mineure ou non de la modification. Lors de la session, le Comité peut adopter les modifications mineurs ou bien demander une modification majeur aux états. Dans le cas d'une modification majeure des limites d'un bien, les états doivent appliquer la même procédure que lors d'une nouvelle proposition de bien depuis l'inscription sur la liste indicative.
Les modifications des critères nécessitent de suivre la procédure de proposition d'inscription d'un nouveau bien depuis l'inscription sur la liste indicative. Si cette proposition est rejeté alors le bien conserve les critères et limites précédemment adoptées. Les demandes de changement de nom, avec justification de la demande, ne nécessitent pas de passer par le processus d'inscription, ni l'examen des organisations consultatives.

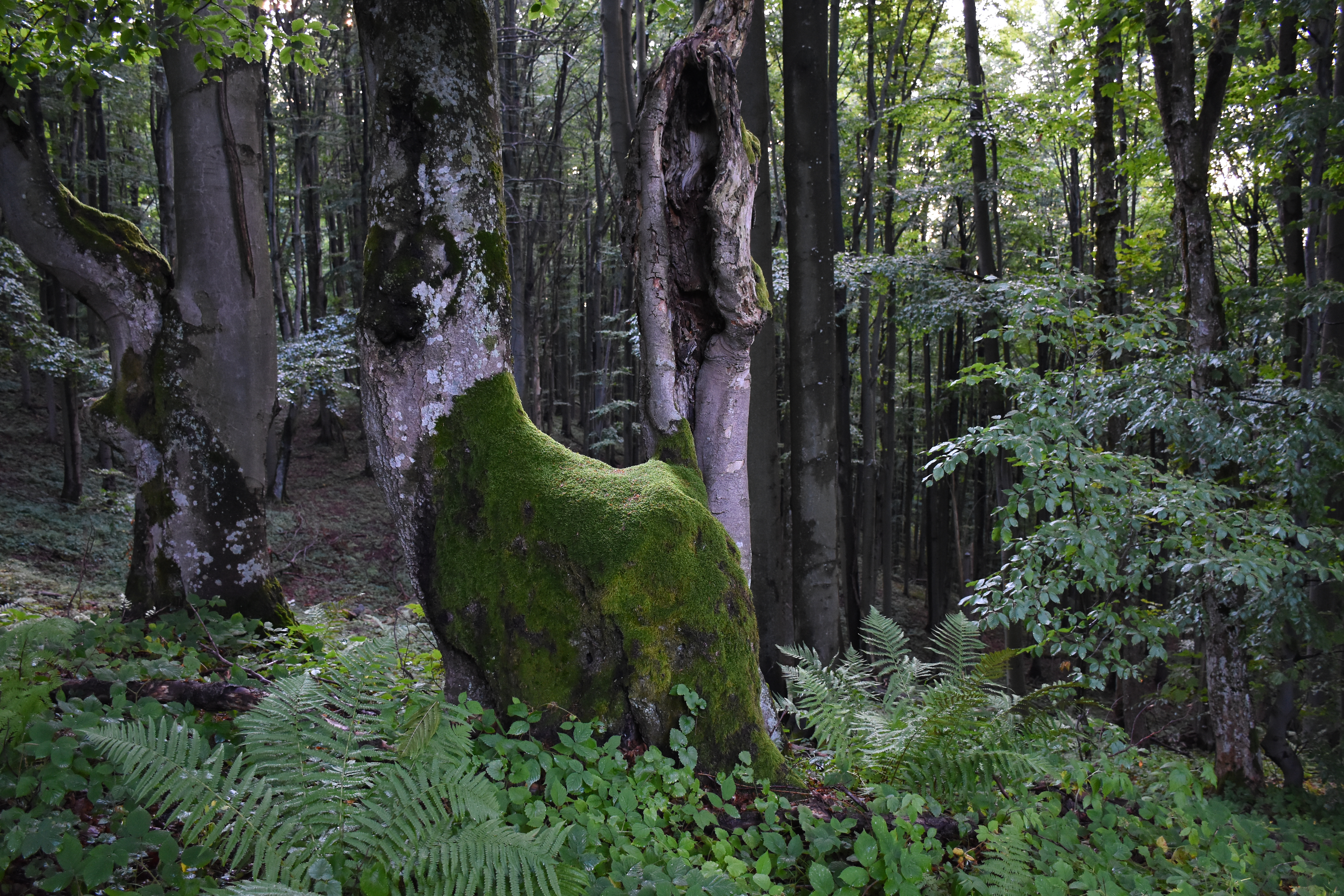
Forêts primaires de hêtres des Carpates et d'autres régions d'Europe, bien en série situé dans plusieurs pays européens (en photo : Pologne).

Par exemple, le bien en série Forêts primaires et anciennes de hêtres des Carpates et d’autres régions d’Europe a été inscrit en 2007 en tant que "Forêts primaires de hêtres des Carpates", incluant dix sites slovaques et ukrainiens. Le biens a ensuite connu 3 modifications majeures (2011 ; 2017 et 2021) et une modification mineure (2023). En 2025, il compte 93 éléments constitutifs, répartis dans 18 pays. Autre exemple, en 2017, le Val de Loire, inscrit en 2000, a subi une modification mineure afin d'intégrer le château de Chenonceau, considérant qu'il était cité dans la description initiale du bien et que son ajout renforcerait la valeur du bien. Par contre en 2024, le Comité, a rejeté l'ajout d'Angers en tant que modification mineure, encourageant l'état à faire une demande de modification majeure des limites.

## Patrimoine en péril

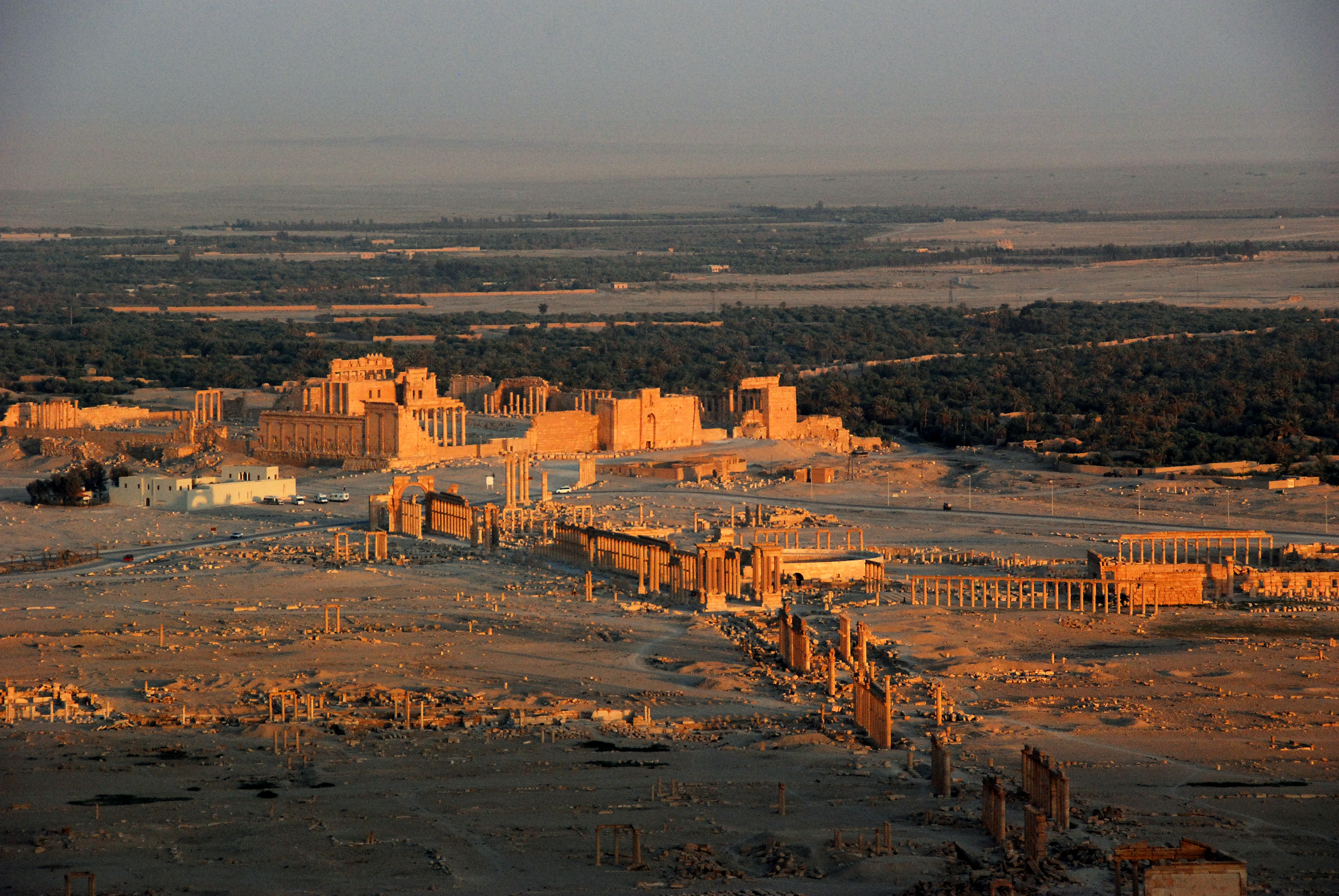
La cité antique de Palmyre, classée au patrimoine mondial depuis 1980, elle a été classée « en péril » en 2013, a cause des destructions perpétrées par l'État islamique dans le cadre de la guerre civile syrienne.

### Liste du patrimoine mondial en péril
Le Comité du patrimoine mondial étudie les rapports sur l’état de conservation des biens naturels et culturels inscrits sur la liste du patrimoine mondial en péril. Il établit, met à jour et diffuse, chaque fois que les circonstances l'exigent, sous le nom de « liste du patrimoine mondial en péril », une liste des biens figurant sur la liste du patrimoine mondial pour la sauvegarde desquels de grands travaux sont nécessaires et pour lesquels une assistance a été demandée aux termes de la convention. Cette liste contient une estimation du coût des opérations. Ne peuvent figurer sur cette liste que des biens du patrimoine culturel et naturel qui sont menacés de dangers graves et précis, tels que menace de disparition due à une dégradation accélérée, projets de grands travaux publics ou privés, rapide développement urbain et touristique, destruction due à des changements d'utilisation ou de propriété de la terre, altérations profondes dues à une cause inconnue, abandon pour des raisons quelconques, conflit armé venant ou menaçant d'éclater, calamités et cataclysmes, grands incendies, séismes, glissements de terrain, éruptions volcaniques, modification du niveau des eaux, inondations, raz-de-marée.

### Retrait de la liste du patrimoine mondial
Quatre biens ont été retirés de la liste depuis sa création, le sanctuaire de l'oryx arabe, la vallée de l'Elbe à Dresde et le port marchand de Liverpool, ainsi qu'une partie de l'ancien site géorgien « cathédrale de Bagrati et monastère de Ghélati », le périmètre classé ne comprenant désormais plus que le monastère.
La procédure pour délister un bien n'est pas décrite dans la convention, elle peut résulter d'une demande l'État parti dans lequel est situé le bien, comme dans le cas du Sanctuaire de l'oryx arabe, ou se faire sans le consentement de celui-ci, comme dans le cas de la vallée de l'Elbe.

## Biodiversité
Selon un recensement mené par l'UNESCO et l'UICN, les sites du patrimoine mondial abritent plus de 25 % de la biodiversité mondiale, comprenant entre autres, plus de 75 000 espèces de plantes et plus de 20 000 espèces de vertébrés.
Les biens naturels du patrimoine mondial peuvent également être des sites Ramsar ou des réserves de biosphère.

## Autres conventions et programmes de l'UNESCO liés au patrimoine
En dehors de la convention du 16 novembre 1972 concernant le patrimoine mondial culturel et naturel, il existe d'autres conventions et programmes de l'Unesco liés au patrimoine.
Depuis 1992, le programme Mémoire du monde vise à sensibiliser la communauté internationale à la richesse du patrimoine documentaire, à la nécessité d’assurer sa conservation pour les générations futures et à le rendre accessible à un large public.
Le patrimoine mobilier, ou susceptible de l'être, n'est pas pris en compte dans le patrimoine mondial. Cependant, depuis 1997, il est possible d'inscrire le patrimoine documentaire au registre international Mémoire du monde. Ainsi, ce registre contient par exemple la Musique chinoise traditionnelle (1997, Chine), le Jikji (vol. II) (2001, Corée du sud), des documents de Déclaration des droits de l'homme et du citoyen (2003, France), la tenture de l'Apocalypse (2023, France), le papyrus de Derveni (2015, Grèce), les archives de la Compagnie hollandaise des Indes orientales (2003, Inde, Afrique du Sud, Pays-Bas, Indonésie, Sri Lanka), Le Magicien d'Oz, film de 1939 (2007, Etats-Unis). 
En 1997, le concept de patrimoine oral et immatériel de l'humanité a été défini. Une proclamation des chefs-d’œuvre culturels immatériels, dont la première a eu lieu en 2001, établit une liste qui vient compléter celle du patrimoine matériel mais dont la « Convention pour la sauvegarde du patrimoine culturel immatériel » de 2003 et le « Comité intergouvernemental de sauvegarde du patrimoine culturel immatériel » sont différents de ceux du « patrimoine mondial ». On observe aujourd'hui une inflation de l'inscription de sites ou éléments sur ces différentes listes, ce qui atteste d'un succès de ces dispositifs créés par l'Unesco, mais peut entraîner aussi une perte de sens et/ou des effets pervers.
En 2001 a été adoptée la convention sur la protection du patrimoine culturel subaquatique pour lutter contre le pillage, la destruction et l'exploitation commerciale de ce patrimoine spécifique.

### Projets de volontariat
The World Heritage Volunteer (WHV), créé par l’Unesco, cherche à surmonter les frontières et les territoires pour rassembler de jeunes bénévoles du monde autour d'un projet de protection du patrimoine mondial. Le World Heritage Volunteer sensibilise les jeunes au patrimoine mondial via des projets de volontariat afin qu’ils soient en mesure d'en prendre soin et qu’ils puissent transmettre cet héritage. C’est pourquoi le Comité de Coordination du Service Volontaire International (CCSVI) et le Centre du patrimoine mondial ont lancé conjointement ce projet en 2008. En 2012, WHV propose des projets de volontariat dans plus de 25 pays sur tous les continents. Le projet comprend 33 associations de jeunesse et quelque 700 bénévoles venant de part et d’autre du globe afin de partager leur culture, préserver les sites naturels, restaurer les découvertes archéologiques et sensibiliser les communautés locales. Les partenaires agissent sur divers sites du patrimoine mondial : de l’antique Chan Chan zone archéologique au Pérou aux sites naturels tels que l’énorme chute Victoria en Zambie, les projets proposés sont aussi nombreux que diversifiés. Le WHV espère, de cette façon, favoriser la paix et les échanges entre les cultures et sensibiliser les jeunes sur l’importance de préserver le patrimoine mondial. Derrière ces projets, différentes associations, notamment Vive Mexico, Nataté volontariado internacional A.C., SJ Vietnam ou encore le Service Volontaire International qui entretiennent les partenariats nécessaires en vue de permettre aux jeunes dans leurs pays de se préparer pour participer ensuite à ces multiples chantiers à l'étranger.

## Conséquences négatives du classement
Il existe une littérature critique des politiques de l'UNESCO et du rôle des États dans les classements. L'inscription de sites du patrimoine mondial peut avoir des effets sur leurs communautés locales soumises aux processus de surfréquentation touristique qui provoquent des nuisances sociales (trafics, bruit, incivisme) et environnementales. Facteur de touristification ou pire de disneylandisation, la labellisation peut avoir aussi d'autres conséquences négatives en lien avec la surexploitation des richesses de ces sites : effets de banalisation liés à une « mise en marque » généralisée de ces territoires ou au contraire de folklorisation du patrimoine et des cultures locales présentées comme traditionnelles pour répondre aux besoins des touristes et de marchandisation (le journaliste Marco d'Eramo parle à ce sujet d'UNESCO-cide) ; muséification ou transformation du site en « musée à ciel ouvert » alors que les populations locales ne désirent pas continuer à vivre dans des mondes révolus ; dépossession et gentrification commerciale et résidentielle des lieux visités, en rupture avec l'idéal de mixité sociale et culturelle que poursuit l'UNESCO ; tertiarisation des activités au détriment de l'économie locale traditionnelle,.
L'augmentation des sites labellisés fait naître entre eux des rivalités d'ordre économique (financement de leur préservation et de leur mise en valeur) et géopolitique.

## Relation entre patrimoine et tourisme

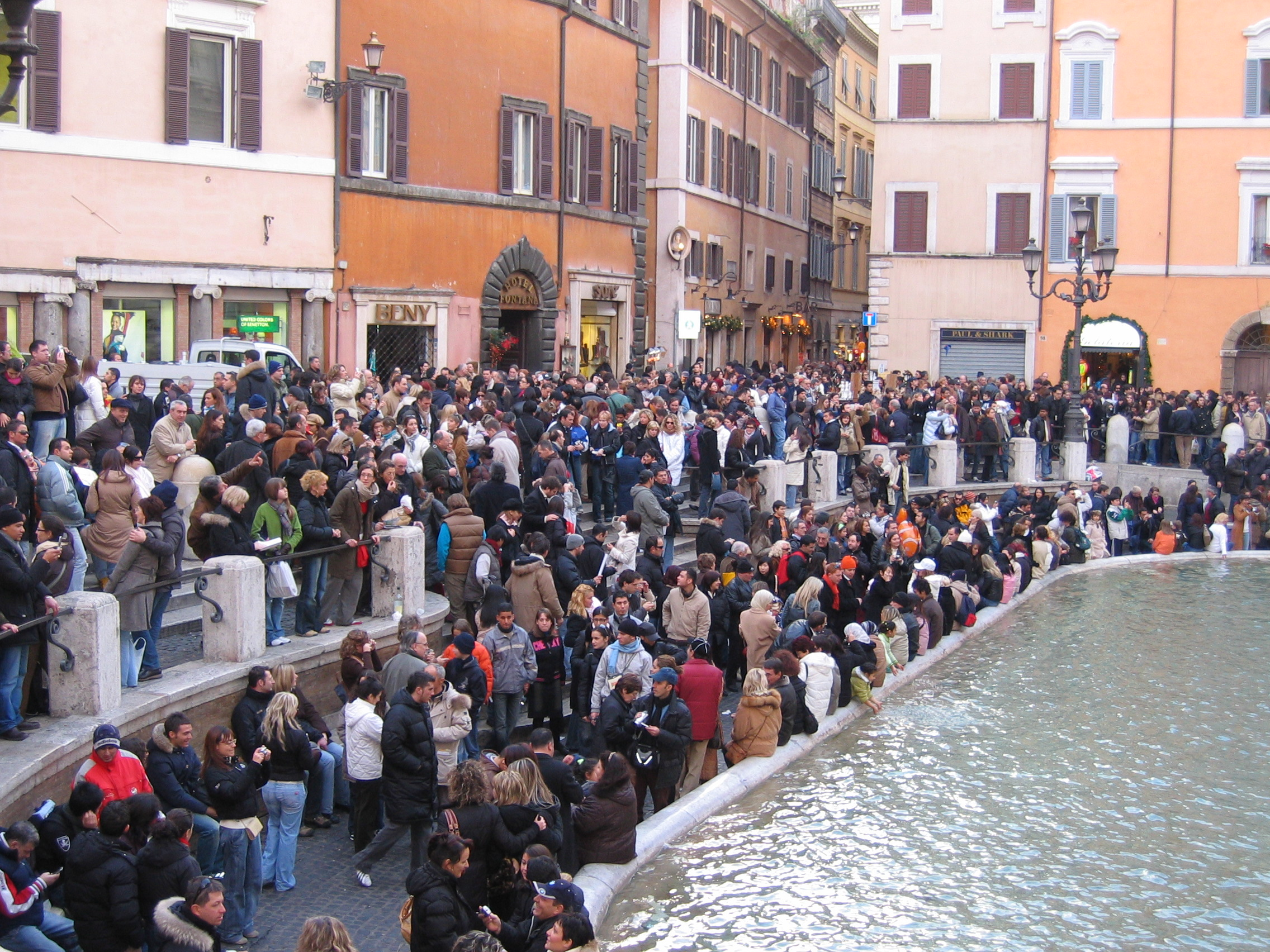
Foules à la fontaine de Trevi à Rome.

Les candidats à l'inscription au patrimoine mondial ont parfois pour objectif d'augmenter leur prestige pour attirer plus de touristes et augmenter leur revenus économiques, des considérations bien éloignés du but initial de la convention.
Le tourisme apporte de fait des dividendes nécessaires pour la préservation du patrimoine. Cependant, il pose également des problèmes pour la conservation ou pour l'environnement.
Selon Olivier Lazzarotti, professeur des universités à l'UFR d'histoire et de géographie de l'université d'Amiens, l’invention du « patrimoine culturel immatériel » en octobre 2003, montre que « le tourisme a une place essentielle dans le mouvement de patrimonialisation » et que loin de « détruire » la culture, le tourisme devient ainsi ce « qui la fait vivre, si ce n’est revivre ».
Contrairement à ce que pourrait laisser penser les statistiques avantageuses présentées par les lauréats ou les candidats à l'inscription sur la liste du patrimoine mondial, celle-ci n'est pas une condition suffisante pour garantir des retombées touristiques et financière. La labellisation n'est d'ailleurs pas nécessairement à l'origine de l'afflu touristique sur les sites, Venise, l'acropole d’Athènes ou Versailles étaient déjà très fréquentés, voir trop, avant le classement.